# Spaelotis valdensis
Spaelotis valdensis là một loài bướm đêm trong họ Noctuidae.